# Taphrinomycotina
Taphrinomycotina — підвідділ (підтип) грибів відділу (типу) аскоміцетів. Клас приблизно відповідає застарілій групі Archiascomycetes або Archaeascomycetes. За недавніми молекулярними даними встановлено, що ця група монофілетична і базальна щодо решти аскоміцетів.
Клас Schizosaccharomycetes є дріжджами (наприклад Schizosaccharomyces), що розмножуються симетрічним поділом на відміну від більшості інших дріжджів, значне число яких належить до підтипу Saccharomycotina.
Taphrinomycetes (наприклад Taphrina) є паразитами рослин, та мають як одноклітинну форму (дріжджі), так і філаментарну форму (гіфи) в заражених рослинах. Вони зазвичай заражають листя, квітки і гілки, але не коріння.
Neolectomycetes містять лише один рід, Neolecta, вони є єдиними членами підвідділу, що утворюють плодові тіла, формою схожі на деякі дискоміцети (леоцієві). Вони також можуть мати дріжджову стадію (аскоспори).
Pneumocystidomycetes також містять тільки один рід, Pneumocystis, що викликає пневмоцистичну пневмонію в людині. Всі види заражають легені ссавців та є дріжджами.